# Matka i córka: Podróż do marzeń
Matka i córka: Podróż do marzeń – francuski film telewizyjny stworzony na podstawie serialu krótkometrażowego o podobnym tytule. Jest to pierwszy francuski film z kanonu Disney Channel Original Movies. Film miał swoją premierę we Francji 5 lutego 2016 roku na antenie Disney Channel. W Polsce film miał premierę 23 lipca 2016 roku na antenie Disney Channel.

## Fabuła
Barbara (Lubna Gourion) zostaje wybrana do międzynarodowego konkursu projektantów – World Fashion Summer Dress, który ma miejsce w Los Angeles i dziewczyna będzie musiała tam pojechać. Po błaganiach mamy, Isabelle (Isabelle Desplantes) pozwala córce jechać, ale jedzie z nią. Przed dojazdem na miejsce matka i córka przeżywają razem wiele niezapomnianych przygód.

## Obsada
- Isabelle Desplantes jako Isabelle Marteau
- Lubna Gourion jako Barbara Marteau
- Arthur Jacquin jako Gaël
- Clara Leroux jako Léa
- Romain Arnolin jako Hugo
- Grégory Le Moine jako Laurent Marteau
- Laura Marano jako ona sama
- Romuald Boulanger jako konferansjer
- Maëlise Berdat jako pan Auquet
- Jeff Torres jako oficer Johnson
- Andrea Convonton jako oficer Carvano
- Lisa Linke Melissa jako Melissa McCougan
- Jose Lambert jako pan McCougan
- Tezz Yancey jako Tony Tony
- Lilian Solange jako Sigbritt Edvardsson
- Jordy Altman jako Philippo Filippo Petipato
- Neraida Bega jako Oxana

## Wersja polska
Wersja polska: SDI Media Polska

Reżyseria: Artur Kaczmarski

Dialogi: Zofia Jaworowska

Wystąpili:
- Justyna Kowalska – Barbara Marteau
- Lidia Sadowa – Isabelle Marteau
- Tomasz Borkowski – Laurent Marteau
- Paweł Ciołkosz – Spiker
- Milena Suszyńska – Oficer Caravano
- Przemysław Stippa – Tony Tony
- Anna Ułas – Melissa MacCougan
- Jacek Król – Pan Auquet
- Sebastian Machalski – Hugo
- Kamil Pruban – Oficer Johnson
- Stefan Pawłowski – Gaël

W pozostałych rolach:
- Magdalena Wasylik – Laura Marano
- Krzysztof Szczepaniak – Philippo Filippo Petipato
- Beata Wyrąbkiewicz – Sigbritt Edvardsson
- Tomasz Steciuk – Pan Delatour
- Aleksandra Radwan – Léa
- Katarzyna Łaska –
  - Stewardesa,
  - Kelnerka
- Robert Jarociński
- Jakub Szydłowski

i inni
Lektor: Artur Kaczmarski

## Międzynarodowa emisja
| Kraj                   | Data premiery   | Kanał                                    |
| ---------------------- | --------------- | ---------------------------------------- |
| Francja                | 5 lutego 2016   | Disney Channel Francja                   |
| Włochy                 | 11 czerwca 2016 | Disney Channel Włochy                    |
| Holandia Belgia        | 2 lipca 2016    | Disney Channel Holandia i Belgia         |
| Niemcy                 | 16 lipca 2016   | Disney Channel Niemcy                    |
| Polska                 | 23 lipca 2016   | Disney Channel Polska                    |
| Węgry Rumunia Bułgaria | 30 lipca 2016   | Disney Channel Węgry, Rumunia i Bułgaria |